# Араби-християни
Араби-християни (араб. مسيحيون عرب) — уродженці арабських країн, які сповідують християнство.
Це нащадки народів, що проживали на Близькому Сході до завоювання цього регіону арабами і зберегли свою релігійну приналежність. Багато хто з сучасних арабів-християн є нащадками доісламських християнських арабських племен, а саме кахлані та катані — племена стародавнього Ємену. У V і VI століттях племена ґахасанідів, які прийняли монофізитське християнство, сформували одну з найпотужніших конфедерації арабських союзників християнської Візантії, будучи буфером проти язичницьких племен Аравії. Араби-християни значною мірою втратили свою оригінальну національну самосвідомість і вважають себе арабами. Більшість арабів-християн втратили також свої мови і розмовляють різними діялектами арабської мови. Зберігається арамейська мова у невеликих громадах у Сирії. Сьогодні араби-християни відіграють важливу роль в арабському світі, вони відносно багаті, добре освічені і політично помірковані.

## Чисельність

### Єгипет
Більшість єгипетських християн є членами Коптської православної церкви. Хоча копти в Єгипті говорять єгипетською арабською, багато з них не вважають себе етнічними арабами, а нащадками древніх єгиптян. Копти становлять найчисельніше християнське населення християн на Близькому Сході, чисельність яких становить від 6 000 000 до 11 000 000. Літургійним мовою коптів, є коптська мова, яка є прямим нащадком давньоєгипетської мови. Коптська залишається літургійною мовою всіх коптських церков всередині і за межами Єгипту.

### Ірак
Якщо не враховувати ассирійців, то арабські християнські громади в Іраку є відносно невеликими, більшість з них традиційно належать до Грецької Православної та Римо-Католицької Церков і зосереджені у великих містах, таких як Багдад, Басра і Мосул.
Переважна більшість (бл. 400 000) християн в Іраку є етнічними ассирійцями (також звані халдеї і сирійці), які є послідовниками халдейської католицької, ассирійської, сирійської католицької і православної церков.

### Ізраїль
Зі 151 700 християн, що живуть в Ізраїлі, араби християни складають більшість 122 000 (80%) з меншими християнськими громадами етнічних росіян, греків, вірмен, маронітів, українців і ассирійців.

### Йорданія
Йорданські християни є однією з найстаріших християнських громад у світі. Християни проживають в Йорданії ще з розп'яття Ісуса Христа, на початку 1-го століття нашої ери. Йорданських християн в даний час налічується близько 400 000, або 6% населення, яке становить 6 500 000, це набагато нижче, ніж близько 20% на початку 20 століття. Це пояснюється зниженням народжуваності порівняно з мусульманами і сильним припливом мусульманських іммігрантів із сусідніх країн. Крім того, більший відсоток християн в порівнянні з мусульманами емігрували в західні країни, в результаті чого існує велика йорданська християнська діаспора.

### Ліван
Відомо, що християни становили від 65% до 85% населення до громадянської війни в Лівані, зараз становлять 30% −38% від населення. Точне число християн є невизначеним, оскільки офіційного перепису населення не було проведено в Лівані з 1932 року.

### Палестина
Більшість палестинських християн ідентифікують себе як араби-християни культурно і лінгвістично, стверджуючи походження від ранніх євреїв і язичників, які прийняли християнство в часи Римського і візантійського правління, а також від арабів християн Гахасанідів і греків, які оселилися в регіоні з тих пір. Близько 36 000 - 50 000 християни живуть в Палестинській автономії, більшість з яких належать до православної (грецької православної і арабської православної) і католицьких церков. Більшість палестинських християн живуть у Вифлеємі та Рамаллі .

### Сирія
У Сирії, за даними перепису 1960 року християни становили під 15% населення (близько 1,2 млн осіб). Згідно з сучасними поточними оцінками, християни становлять близько 10% або (1 500 000) від загальної чисельності населення Сирії. Таке зниження відбулося через наявність більш низьких темпів народжуваності і більш високий рівень еміграції у християн порівняно з їхніми мусульманськими співвітчизниками.